# Downesia marginicollis
Downesia marginicollis es una especie de insecto coleóptero de la familia Chrysomelidae.
Fue descrita científicamente en 1922 por Julius Weise.